# محمد إبراهيم البرغوثي
محمد إبراهيم البرغوثي سياسي فلسطيني شغل منصب وزير وزارة العمل في حكومة إسماعيل هنية الأولى، ووزير الحكم المحلي في حكومة إسماعيل هنية الثانية.

## النشأة والتحصيل العلمي
وُلد في بلدة كوبر بمحافظة رام الله والبيرة، تخرج من جامعة القدس بشهادة البكالوريوس في الرياضيات والكومبيوتر، وحصل على شهادة الماجستير في تخصص الإدارة من جامعة النجاح الوطنية. عمل رئيساً للجمعية الخيرية الإسلامية في البيرة. وهو أسير محرر وجريح سابق.

## المناصب
أدى البرغوثي اليمين الدستورية أمام الرئيس الفلسطيني محمود عباس وزيرًا للعمل في 30 مارس 2006 في حكومة إسماعيل هنية الأولى، ثم أُعيد اختياره وزيرًا للحكم المحلي في 18 مارس 2007 في حكومة إسماعيل هنية الثانية.